# Thierry de Loos
Thierry de Loos (alternativement, Dietrich von Los) est un noble franco-flamand qui a participé à la quatrième croisade et est ensuite devenu important au sein de l'Empire latin de Constantinople.

## Biographie

### Origines et participation à la quatrième croisade
Thierry est un fils cadet Gérard Ier, comte de Loos et de Marie de Gueldre. Il est aussi un neveu de Geoffroy de Villehardouin, chef croisé et chroniqueur. Thierry, avec les autres participants de la quatrième croisade qui ont été détournés de la Terre sainte, participe au siège de Constantinople en 1203 et au pillage de la même ville un an plus tard. En 1204, il dirige les troupes de l'Empire latin qui capturent l'ex-empereur aveugle de Byzance, Alexis V Doukas. Alexis capturé est emmené à Constantinople par Thierry, où il est jugé pour trahison et le meurtre d'Alexis IV Ange et exécuté,.  

### Prédominance au sein de l'Empire latin
Quelque temps après 1204 Thierry est nommé « Sénéchal de Roumanie » (la Roumanie étant l'Empire latin). Thierry est un éminent commandant latin à la bataille de Rousion (en) en 1206, où son armée est vaincue par les Bulgares. Son frère, Guillaume (ou Willans ou encore Willeaume) de Looz, est également important à la bataille, où il a été tué en commandant l'arrière-garde latine. Toujours en 1206, Thierry de Loos est investi par le gouvernement latin de la ville et de la région de Nicomédie en fief, avec le titre de duc. Il occupe la ville et fortifie sa cathédrale de la Sagesse Divine. Thierry est capturé à l'extérieur de Nicomédie par l'empereur de Nicée Théodore Laskaris, mais est rapidement libéré à la suite d'une trêve négociée. Comme condition de la trêve, Nicomédie est évacuée par les Latins et ses fortifications détruites. Thierry de Loos est décrit comme étant décédé dans un document de 1209,,,,.